# La Forêt landaise
La Forêt landaise est un tableau de l'artiste François-Maurice Roganeau. Cette peinture à l'huile, réalisée en 1925 à l'occasion de l'Exposition internationale des Arts décoratifs et industriels modernes à Paris, est de nos jours exposée au Musée d'Aquitaine à Bordeaux.

## Présentation

### Histoire
La Forêt landaise est l'une des quatre peintures monumentales réalisées en 1925 à l'occasion de l’exposition internationale des arts décoratifs et industriels modernes à Paris : lors de l'exposition, ces quatre grands décors ornent les parois du hall de « La Tour de Bordeaux » dont l'aménagement intérieur a été confié à l'architecte bordelais Pierre Ferret. Ces panneaux sont achetés après l'exposition en 1926 par la Ville de Bordeaux et installés sur les murs du grand amphithéâtre de l'Athénée municipal (rue des Trois-Conils). Ils y restent, jusqu'en 1973, date de la désaffectation du bâtiment et de la restructuration du quartier Saint-Christoly. Conservée ensuite par le musée d’Aquitaine, la toile de Roganeau est restaurée en 2009-2011. Elle illustre les principales ressources économiques des Landes : le bois du pin maritime, le gemmage et l'élevage ovin, pilier du système système agro-pastoral dans les Landes de Gascogne.

### Composition
Une jeune femme nue, figure allégorique de la forêt landaise, apparaît au centre de la composition son bras droit enserrant une jarre. Elle est assise sur une charrette attelée conduite par un muletier et ornée de branches d'aiguilles de pin et de pignes. Lentement, l'attelage se dirige vers la droite. Sur la gauche, un berger landais juché sur ses échasses et entouré de son troupeau, regarde la scène. Des pins incisés, s’écoule la résine recueillie dans des pots en terre cuite. A droite, Pan, le Dieu des bergers (pieds et queue de bouc, torse velu d'homme, face barbue surmontée de cornes) joue de la syrinx caché derrière un arbre près d’un jeune homme rêveur -probablement un poète- en quête d'inspiration. Le côté enchanteur de la forêt est suggéré par la présence du faune et de la jeune femme, sorte de nymphe des bois des années 1920 défilant sous les yeux du spectateur dans une mise en scène théâtrale.